# Eduard Walcher
Eduard Walcher (* 8. März 1899 in Unterwald bei Ligist; † 24. März 1977 in Purgstall an der Erlauf) war ein österreichischer Schriftsteller, Lehrer, Schulleiter und Sprachforscher.
Bereits ab den 1920er Jahren trat der Schulmeister als Mundartdichter und -schriftsteller in Erscheinung, veröffentlichte aber erst nach seiner Pensionierung einige Werke in Buchform.

## Leben und Wirken

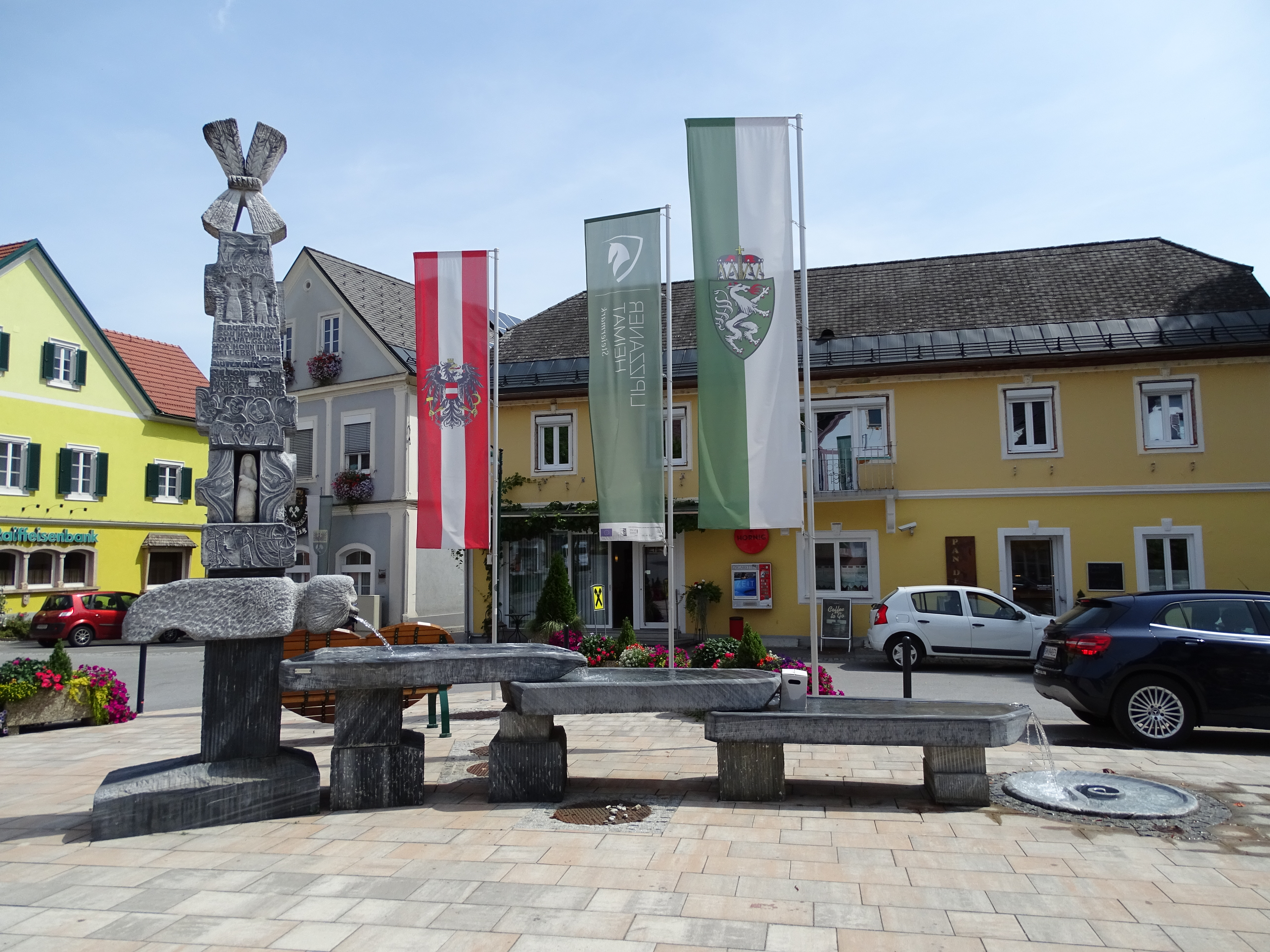
Der 1992 von Alfred Schlosser geschaffene Eduard-Walcher-Brunnen am Ligister Marktplatz mit Gedichten Walchers als Inschrift. (2019)

Eduard Walcher wurde am 8. März 1899 als siebzehntes Kind des Volksschullehrers und Schulleiters Ferdinand Walcher und dessen Ehefrau Pauline (geborene Leitner) in Unterwald bei Ligist geboren und am selben Tag auf den Namen Eduard getauft. Seine Schulausbildung absolvierte er unter anderem im Borromäum, einer Bürgerschule und Lehrerbildungsanstalt, in Graz. In weiterer Folge wurde Walcher Lehrer bzw. Schulmeister im oststeirischen Bergland und war als solcher unter anderem in seinem Geburtsort Unterwald bei Ligist beschäftigt, wo er 1925 zum Oberlehrer ernannt wurde und zu dieser Zeit auch bereits die Schulleitung innehatte. Zuletzt wirkte er als Oberlehrer und Schulleiter auf der Pack, an der Grenze zwischen der Steiermark und Kärnten. Am 31. Oktober 1920 hatte Walcher in erster Ehe die damals 15-jährige Oberlehrerstochter Ilse Schuen (* 30. Dezember 1904 in Sankt Oswald ob Eibiswald) geehelicht. Die Ehe wurde im Jahre 1926 geschieden und Walcher heiratete am 21. März 1931 in zweiter Ehe eine Mathilde Voller. Am 18. Oktober 1938 trat Walcher aus der römisch-katholischen Kirche aus. Am 23. Juni 1941 soll er seine Mathilde auch standesamtlich geheiratet haben.
Bereits in den 1920er Jahren trat Walcher als Mundartdichter und -schriftsteller in Erscheinung und wirkte beispielsweise an Dichtungen deutscher Lehrer, herausgegeben 1926 im Stuttgarter Ferienverlag Karl S. Hauser, mit. Im Folgejahr waren Gedichte Walchers auch im selben Verlag erschienen Lyrischen Almanach deutscher Lehrer 1927 zu lesen. Als früher Entdecker und auch Lobpreiser Walchers galt Hans Kloepfer, mit dem Walcher besonders in den 1930er Jahren auch einen regen Briefwechsel pflegte. Hanns Koren wies darauf im Vorwort zu Walchers erster Buchveröffentlichung im Jahr 1964 hin.
In den 1950er Jahren meldete Eduard Walcher den Fund einer drei bis vier Zentimeter langen Pfeilspitze aus Feuerstein, die am Weg von der Pack zum Packer Stausee, in der Nähe des damaligen Besitzes Erhard-Nickel gefunden wurde und die möglicherweise aus der Jungsteinzeit oder Kupfersteinzeit stammte. Der Fund ist, der auf menschliche Präsenz im Packgebiet vor über 5000 Jahren hinweist, ist jedoch im Laufe der Jahre verloren gegangen. Ebenso in den 1950er Jahren war Walcher mit Gedichten in österreichischen Radiosendungen vertreten.
Im Jahr 1968 fand zum 50. Todestag Peter Roseggers ein Treffen steirischer Schriftsteller am Kluppeneggerhof in Alpl statt, organisiert von der Kulturabteilung der steirischen Landesregierung unter der Leitung von Hanns Koren, der Marktgemeinde und dem Roseggerbund, bei dem neben Eduard Walcher unter anderem auch Max Mell, Franz Nabl, Otto Hofmann-Wellenhof, Hannelore Valencak, oder Paula Grogger anwesend waren.
Nach seiner Pensionierung zog Walcher, der 1967 mit dem Peter-Rosegger-Literaturpreis ausgezeichnet wurde, nach Purgstall an der Erlauf, wo er am 24. März 1977, wenige Tage nach seinem 78. Geburtstag, starb.
An Walchers alter Wirkungsstätte auf der Pack, dem späteren Gemeindeamt bzw. Gemeindehaus von Pack und heute der Bürgerservice-Stelle der Gemeinde Hirschegg-Pack, wurden 1990 eine gemalte Gedenktafel und ein Sgraffito mit einem Mundartgedicht Walchers (beides von Franz Weiss geschaffen) an der Fassade angebracht. Die Packer Theaterrunde initiierte im Jahr 2019 die Errichtung eines Tisches mit dazugehöriger Sitzbank und einem darüber befindlichen Schild aus heimischen Lärchenholz vor dem besagten Gebäude, wodurch das sogenannte Walcher Platz geschaffen wurde.
In seinem Geburtsort wurde 1992 auf dem Marktplatz der von Alfred Schlosser geschaffene Eduard-Walcher-Brunnen installiert, mit Gedichten Walchers als Inschrift.
Im Rosegger-Jahr 2018, in dem unzählige Veranstaltungen stattfanden, fand im VAZ Krieglach am 8. Juni 2018 das Programm G’redt, g’sungen und g’spielt im Steirerland mit Mundartlesungen und einem Konzert statt. Hierbei wurden ergänzend zu den Live-Beiträgen auch die Stimmen namhafter Heimatdichter wie etwa Eduard Walcher akustisch eingespielt.

## Werke (Auswahl)
- 1926: Mitwirkung an Dichtungen deutscher Lehrer, Ferienverlag Karl S. Hauser, Stuttgart
- 1927: Mitwirkung an Lyrischer Almanach deutscher Lehrer 1927, Ferienverlag Karl S. Hauser, Stuttgart
- 1964: Aus da gmolnan Truchn. Weststeirische Mundartdichtung (2. Auflage, 1987)
- 1972: Gstunkn und dalougn. Aufschneidagschichtn
- 1973: Steirische Kinderreime und Bauernrätsel (Herausgeber)
- 1977: Immaroana ̈ois schan sou (2., durch ein Nachwort vermehrte Auflage, 1995)[21]
- 1987: Weststeirisches Wörterbuch. Grammatik und Wortschatz nach Sachgruppen (gesammelt von Walter Kainz und Eduard Walcher; bearbeitet, ergänzt und herausgegeben von Claus Jürgen Hutterer)[22]

## Auszeichnungen (Ehrungen)
- 1967: Peter-Rosegger-Literaturpreis